# Kagi (film)
Kagi (鍵?) è un film del 1959 diretto da Kon Ichikawa, tratto dal romanzo di Jun'ichirō Tanizaki La chiave.
È stato presentato in concorso al 13º Festival di Cannes.